# Displasia epitelial

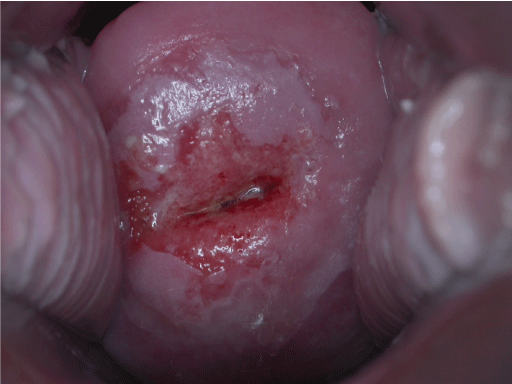
Displasia do colo do útero, revelada por ácido acético (lugol).

Displasia epitelial, descrito como epitélio com atipias nas biópsias, é um termo da anatomia patológica para se referir a uma transformação pré-maligna das células do revestimento de um órgão (epitélio). Displasia (grego antigo para distúrbio na formação) significa presença de distúrbios da proliferação e diferenciação das células epiteliais, geralmente causadas por lesões persistentes ou recorrentes como uma inflamação crônica. Embora frequentemente seja visível a olho nu (macroscópica), esse diagnóstico só pode ser dado após análise histológica (microscópica).
É uma lesão pré-maligna porque pode regredir, se manter estável ou se transformar em um carcinoma (câncer epitelial).

## Características
A displasia é caracterizada por quatro grandes alterações microscópicas patológicas:
- Anisocitose (células de tamanho desigual)
- Poiquilocitose (células de forma anormal)
- Hipercromatismo (escurecimento) ou hipocromatismo (despigmentação)
- Presença de figuras mitóticas (excesso de células dividindo)

## Causas
A causa da displasia está associada a causa da lesão local:
- Nos genitais, principalmente femininos, as displasias frequentemente estão associadas a infecção por HPV 16, 18 ou 31. Co-infecção com HIV acelera a displasia.
- Tabagismo, pó metálico e fumaça causam displasias por todo o corpo, mas principalmente nas vias respiratorias.
- Refluxo gastroesofágico causa displasias e metaplasia no esôfago.
- Carnes processadas e álcool causam displasias no trato digestivo.
- Doenças autoimunes podem causar displasias em qualquer órgão, principalmente na pele e intestino.

## Diagnóstico

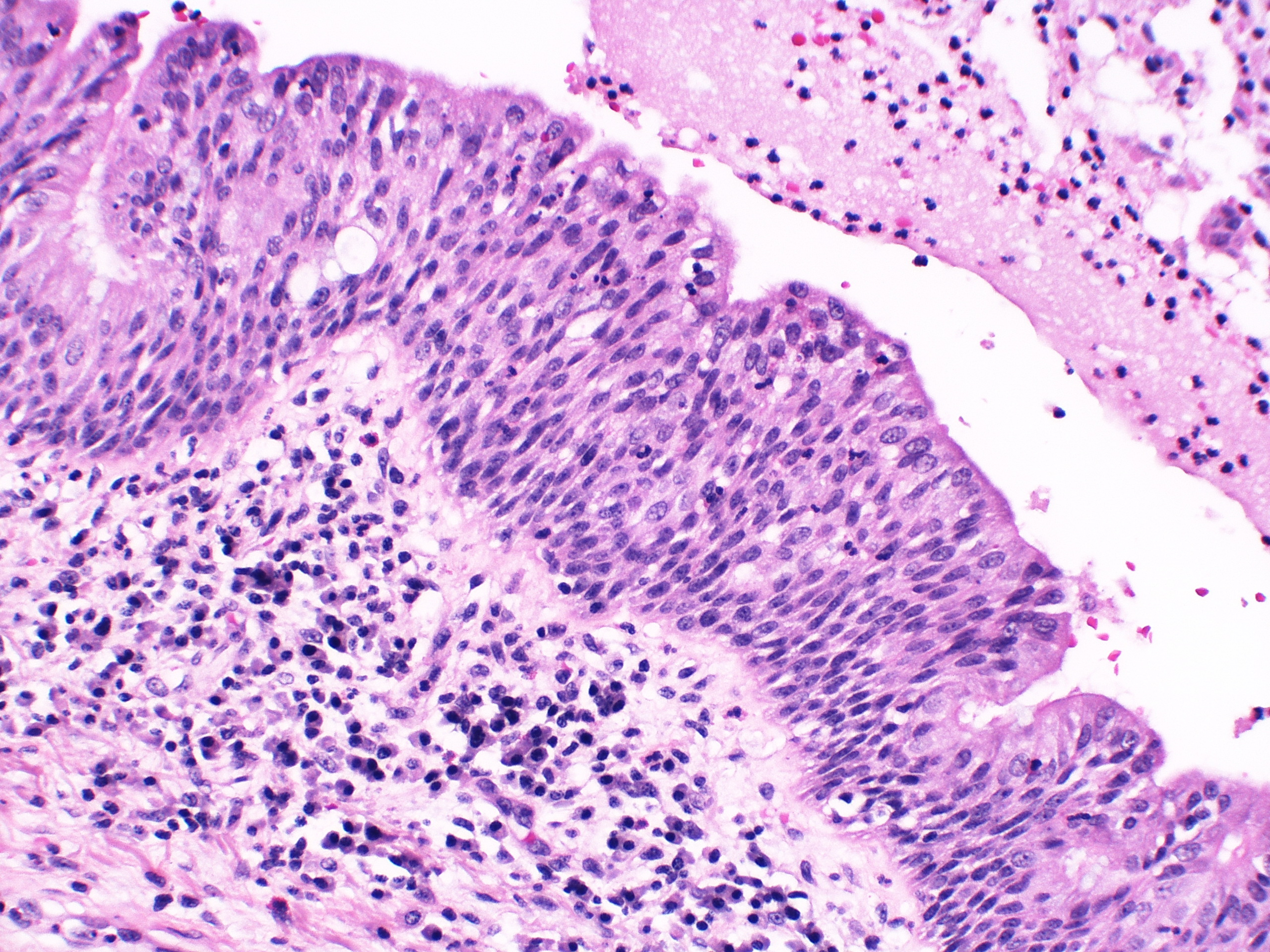
Displasia moderada do epitélio bronquial ao microscópio com tinção HE.

Exames regulares são feitos para buscar ou avaliar a progressão de displasias epiteliais:
- Inspeção, colposcopia e papanicolau em genitais femininos.
- Raio X ou TAC do tórax.
- Endoscopia em esôfago.
- Colonoscopia no intestino grosso.

## Prognóstico
Entre 5 e 11% das displasias epiteliais se transformam em carcinoma em menos de 10 anos. Todas displasias são classificadas em leve, moderada ou severa de acordo com a porcentagem de atipias celulares e prognóstico. Displasias severas podem ser extirpadas (cirurgia local de rotina) preventivamente se o paciente quiser.